# Purple Haze
"Purple Haze" es una canción escrita por Jimi Hendrix y lanzada como segundo sencillo por Jimi Hendrix Experience el 17 de marzo de 1968. La canción presenta su ingeniosa forma de tocar la guitarra, que utiliza el acorde característico de Hendrix y una mezcla de blues y modalidades orientales, moldeadas por novedosas técnicas de procesamiento de sonido. Debido a las ambigüedades en la letra, los oyentes a menudo interpretan la canción como una referencia a una experiencia psicodélica, aunque Hendrix la describió como una canción de amor.
"Purple Haze" es una de las canciones más conocidas de Hendrix y aparece en muchos álbumes recopilatorios de Hendrix. La canción apareció regularmente en conciertos y cada una de las configuraciones de grupo de Hendrix emitió grabaciones en vivo. Fue incluido en el Salón de la Fama de los Grammy y está incluido en las listas de las mejores canciones de guitarra, incluido el número dos por Rolling Stone y el número uno por la revista Q.

## Trasfondo y grabación
Para el 5 de enero de 1968 el primer sencillo de Jimi Hendrix Experience, "Hey Joe", respaldado por "Stone Free", había alcanzado el puesto número seis en la lista de discos del Reino Unido. "Hey Joe" no fue una composición de Hendrix, fue escrita por Billy Roberts y grabada por varios grupos antes de la Experiencia. Hendrix comentó: "Ese disco no somos nosotros. El próximo será diferente. Estamos trabajando en un LP que será principalmente nuestro material". El grupo grabó varias demos de material original en estudios de Londres, incluyendo "Can You See Me", "Foxy Lady", "Third Stone from the Sun", "Red House" y "Remember". A mediados de diciembre, el productor Chas Chandler escuchó a Hendrix jugando con un nuevo riff de guitarra. "Lo escuché tocar en el piso y quedé noqueado. Le dije que siguiera trabajando en eso y le dije: '¡Ese es el próximo single!'" Chandler afirmó que después de un poco más de insistencia, Hendrix escribió el resto de" Purple Haze "en el camerino de un club de Londres durante la tarde del 26 de diciembre de 1966, antes de un concierto. En varias entrevistas, Hendrix habló sobre escribir la canción, pero no mencionó dónde ni cuándo la escribió.
La experiencia comenzó a grabar "Purple Haze" el 11 de enero de 1968, en De Lane Lea Studios en Londres. Según el baterista Mitch Mitchell, él y el bajista Noel Redding aprendieron la canción en el estudio: "Hendrix entró y nos dio un poco de humildad y mostró a Noel los acordes y los cambios. Lo escuché y dijimos: "Bien, hagámoslo". Lo conseguimos en la tercera toma como recuerdo. La pista básica se registró en cuatro horas, según Chandler. La tecnología de grabación multipista permitió a los ingenieros grabar y completar piezas adicionales en el maestro final.  Después de terminar la pista básica, Chandler explicó que él y Hendrix desarrollaron la canción:

Con 'Purple Haze', Hendrix y yo estábamos esforzándonos por lograr un sonido y seguimos regresando [al estudio], dos horas a la vez, tratando de lograrlo. No era como si estuviéramos allí durante días y días. Lo grabamos, y luego Hendrix y yo estábamos sentados en casa diciendo: 'Intentémoslo'. Luego íbamos por una o dos horas. Así era en esos días. Independientemente del tiempo que lleve registrar una idea específica, ese es el tiempo que reservaríamos. Seguimos entrando y saliendo.

Redding y Mitchell no fueron incluidos en el proceso porque Chandler sentían que era más eficiente para él y Hendrix hacerlo solo. Para obtener una grabación de mejor calidad, Chandler llevó la cinta de cuatro vías grabada en De Lane Lea a Olympic Studios para el solapamiento (aunque Hendrix había trabajado con grabación de ocho vías en los Estados Unidos, todavía no estaba disponible en el Reino Unido). En Olympic, se les asignó Eddie Kramer, quien, como ingeniero de sonido, desempeñó un papel importante en las grabaciones posteriores de Hendrix. Hendrix agregó nuevas voces y piezas de guitarra entre el 3 y el 8 de febrero de 1968. A diferencia de las técnicas convencionales utilizadas por la Experiencia para grabar canciones anteriores, Chandler decidió probar nuevos efectos y sonidos para "Purple Haze". Mejoró los sonidos de fondo (algunos contribuyeron con Redding) tocándolos de nuevo a través de auriculares, que se movieron alrededor del micrófono de grabación, creando "un extraño eco". Chandler también utilizó piezas de guitarra acelerada grabadas a media velocidad (que también aumenta la altura) y el panning para crear nuevos efectos. El solo de guitarra cuenta con el primer uso de la unidad de efectos de guitarra de Octavia. El ingeniero de acústica y electrónica Roger Mayer desarrolló la unidad con la entrada de Hendrix. La Octavia duplica la frecuencia del sonido que se alimenta, añadiendo esencialmente una octava superior.

## Letras e interpretación
En las entrevistas, Hendrix generalmente dio diferentes respuestas sobre el desarrollo de las letras de la canción. El biógrafo Harry Shapiro señala que "Purple Haze" es probablemente "un pot-pourri de ideas" que Hendrix desarrolló con el tiempo. Como fan de la ciencia ficción, con frecuencia incorporó sus imágenes en su composición. Hendrix leyó Night of Light, una novela de 1966 de Philip José Farmer, que se expandió en un cuento publicado en 1957. En la historia de un planeta distante, las manchas solares producen una "bruja purpúrea" que tiene un efecto desorientador en los habitantes. Un borrador escrito a mano temprano de Hendrix, titulado "Purple Haze – Jesus Save", utiliza imágenes de ensueño donde el sentido de dirección y tiempo está distorsionado. En una entrevista el 28 de enero de 1968, antes de completar la canción, se le preguntó a Hendrix cómo escribió canciones; respondió: "Sueño mucho y dejo mis sueños como canciones. Escribí una llamada 'First Look Around the Corner' y otra llamada 'The Purple Haze', que era acerca de un sueño que tenía que caminar bajo el mar. Más tarde expresó frustración por no poder desarrollar más plenamente sus ideas para la canción:

¿Conoces la canción que habíamos llamado 'Purple Haze'? [Tenía] alrededor de mil, mil palabras ... Lo tenía todo escrito. Se trataba de atravesar, por esta tierra. Esto mítico ... porque eso es lo que me gusta hacer es escribir muchas escenas míticas. Ya sabes, como la historia de las guerras en Neptuno.

Hasta el momento, solo se exhibe en el Salón de la Fama del Rock and Roll una hoja de papel de tableta amarillo con trocitos y sin incluir ninguna de las letras utilizadas en la canción Experience. Chandler admitió que en las primeras etapas, ayudó a Hendrix a dar forma a las canciones y las letras de radio de longitud única. El biógrafo Keith Shadwick comenta que aunque gran parte de la complejidad puede haber sido sacrificada, resultó en versos "simples, concentrados y sorprendentes".
Después de su liberación, Hendrix ofreció otra explicación: "A él [el protagonista de la canción] le gusta tanto esta chica, que no sabe en qué estado está, ya sabe.  Supongo que una especie de aturdimiento. De eso se trata la canción. Esto se basa en una experiencia que Hendrix tuvo todavía en Nueva York, donde sintió que una chica estaba tratando de usar el voodoo para atraparlo y se enfermó. Shapiro cree que esto se refleja en la mayoría de los dos primeros versículos:

Neblina púrpura por todas partes, no sé si estoy subiendo o bajando

¿Estoy feliz o en la miseria, lo que sea que esa chica me hechizó?

Muchos fanes y la prensa interpretan la canción como refiriéndose a una experiencia psicodélica debido a líneas como "bruja púrpura todo en mi cerebro" y "'scume mientras beso el cielo". Sin embargo, Hendrix y los más cercanos nunca discutieron la relación entre las drogas psicodélicas y la canción, aunque Shapiro admite que, en ese momento, hacerlo habría sido "suicidio profesional". Chandler, quien dijo que estaba presente cuando Hendrix lo escribió, posteriormente negó sugerencias de que Hendrix lo hiciera mientras estaba bajo la influencia de drogas psicodélicas. Comentando las letras, Shadwick concluye "la música [se le permitió] contar la historia más grande.  Preparados efectivamente entre los dos intoxicantes de las drogas y el deseo, podrían ser interpretados al gusto del oyente". En concierto, Hendrix a veces sustituyó la letra del efecto cómico; "'escúchame mientras beso el cielo" fue escrito "'scume mientras beso a este tipo" (mientras gestaba hacia Mitchell), "'scume mientras beso a ese policía" (en un disturbio cercano en Los Ángeles), o "'scusky pour a mí mientras Seattle.'"

## Composición
El crítico musical William Ruhlmann describe a "Purple Haze" como una "música subyacente que conduce implacablemente, aunque de ritmo relativamente lento, que proporciona una buena plataforma para algunas de las ingeniosas formas de tocar la guitarra de Hendrix". Comenzando con su apertura disonante y el uso intensivo de la distorsión, las técnicas de Hendrix "contribuyeron todas a los sonidos sucios, crudos, metálicos y angulares" que se escuchan en la canción, según Shapiro. La intro consiste en el intervalo melódico de un tritono o quinta disminuida (a veces llamada aplanada). Históricamente, este intervalo disonante se ha denominado diabolus in musica (literalmente "Diablo en la música"). Suena durante los dos primeros compases por Hendrix tocando un B♭ en la guitarra contra un E tocado por Redding en el bajo, seguido de las respectivas octavas. Mitchell en la batería entra en el tercer compás, cuando Hendrix introduce el riff que despertó el interés de Chandler, y Redding continúa tocando las octavas en Mi
Después de la riff, comienzan las secciones del versículo, que Shadwick describe como "simplicidad en sí misma, consistente en solo tres acordes": E7. El E7, o séptimo acorde noveno agudo dominante, ha llegado a ser llamado el "acorde de Hendrix" por los guitarristas y se usó principalmente en el ritmo y el blues y el jazz antes de que Hendrix ayudara a popularizarlo. También utilizó una técnica de digitación no convencional para los acordes G y A. Como Hendrix utilizó su pulgar para arrancar las raíces de los acordes G y A en la sexta cadena, sus dedos quedaron en posición de crear diferentes vocaciones de acordes. En lugar del acorde habitual de G barre (G–D–G–B–D–G), un G5 (G–X–G–G–G–D–G) se juega a veces con el tercio principal (B) ta en la quinta cadena y se sustituye por la tercera cadena abierta (G). La redacción sigue los cambios de acordes principalmente jugando la raíz con notas de paso ocasionales, mientras que Mitchell aumenta la tensión con el tambor florece que acentúan la voz y la guitarra de Hendrix.
El biógrafo David Henderson describe el tono de guitarra de Hendrix como "en el borde de la navaja de la distorsión". Sin embargo, las notas individuales todavía son claras, así como los acordes armónicamente más complejos, incluso con el uso de sobreimpulso extremo por el momento. La tensión se mantiene hasta el solo de guitarra, que "llega como algo de liberación en lugar de una nueva racking de la atmósfera. También es cuando Hendrix presenta por primera vez la Octavia, junto con una unidad de distorsión de la cara de Fuzz. Whitehill describe el solo como "casi sonido[ing] le gusta jugar un blues raga.  Empieza a jugar en el modo Mixolydian y luego va directo al lado del blues. La Octavia tiene el efecto de un sitar, como Ravi Shankar se encuentra con B.B. King". Durante la salida de la canción, la parte de guitarra registrada a 7½ pulgadas por segundo (ips) tocada de nuevo a 15 ips, se combina con la Octavia, ampliando aún más la gama de frecuencias superiores de la guitarra. Henderson lo describe como "un tono de piercing desenfrenado que se despega, que suena Oriental más allá del alcance de la guitarra" y, según Shadwick, "da la impresión de que las notas de guitarra están volando hacia el éter."

## Versiones y gráficos
| Gráfico                            | Pico   | Ref(s) |
| ---------------------------------- | ------ | ------ |
| Austria Hitparade                  | 7      | [ 36 ] |
| Cartas neerlandesas                | 11     | [ 37 ] |
| Alemania Gráficos                  | 17     | [ 38 ] |
| Cartas de Noruega                  | 7      | [ 39 ] |
| Gráfico de singles del Reino Unido | 3      | [ 40 ] |
| Billboard Hot 100 de EE. UU.       | [ 41 ] |        |

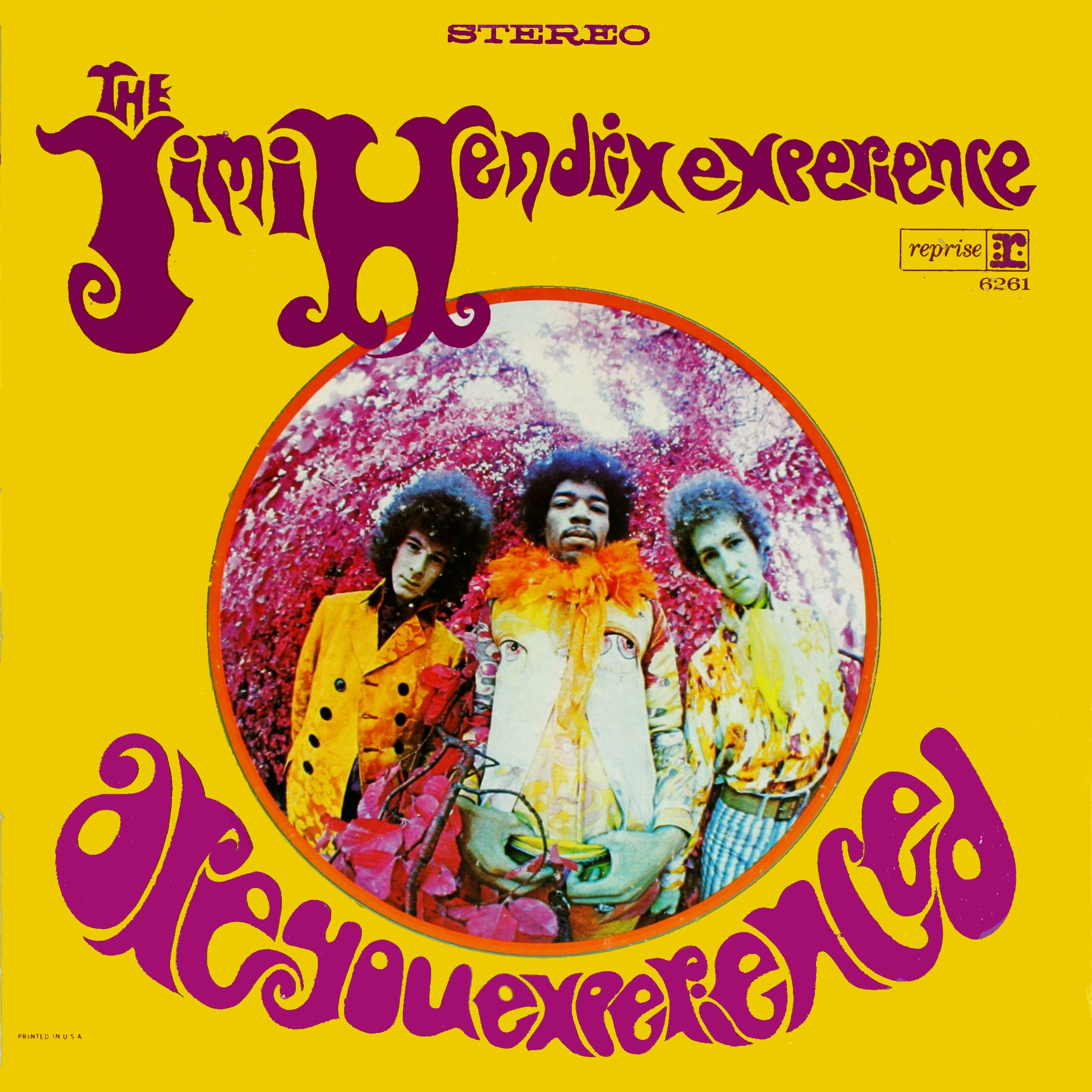
"Purple Haze" se convirtió en la pista de apertura en el disco de 1968 American Are You Experience

El 17 de marzo de 1968, "Purple Haze" fue lanzado en el Reino Unido como el primer sencillo en Track Records. Otra composición de Hendrix, el R&B influido por "51st Year" fue incluido como el lado B. Paul McCartney, que era un primitivo partidario de Hendrix, dio al disco una entusiasta reseña de preliberación en Melody Maker. El sencillo entró en los gráficos del número 39 en Record Mirror y del número 43 en Melody Maker. Alcanzó el número tres y pasó 14 semanas en el gráfico.  Durante marzo de 1968, varias actuaciones de "Purple Haze" fueron filmadas para promover la canción y utilizadas para programas de televisión, como Beat-Club, Dee Time, y Top of the Pops. También se emitieron espectáculos en directo en el NDR alemán y en el club de sábado de la BBC Radio.
Para el estadounidense, Reprise Records emparejó la canción con "The Wind Cries Mary". Fue lanzado el 19 de junio de 1968, el día siguiente a la actuación de Experience en el Festival Pop de Monterrey. El sencillo entró en el cuadro pop Billboard Hot 100 el 26 de agosto, donde pasó ocho semanas y alcanzó el número 65. "Purple Haze" fue incluido como la pista de apertura de la liberación estadounidense de Are You Experience el 23 de agosto de 1968. Debido al juego aéreo de la canción en la radio FM subterránea, el álbum se hizo más popular que los singles de Hendrix.
Una de las canciones más populares de Hendrix, "Purple Haze" aparece en numerosos álbumes de compilación.  Algunos de estos incluyen Smash Hits, The Essential Jimi Hendrix, The Singles Album, Kiss the Sky, Cornerstones: 1967–1970, The Ultimate Experience, Experience Hendrix: The Best of Jimi Hendrix, Voodoo Child: The Jimi Hendrix Collection, y The Singles Collection.  Una versión alternativa grabada al mismo tiempo, pero con diferentes solapamientos vocales y de guitarra, es la primera canción en The Jimi Hendrix Experience 2000 box set.  Se han publicado grabaciones en vivo de "Purple Haze" realizadas por cada uno de los diferentes lineups de Hendrix. Estos incluyen Live at Monterey (la Experiencia), Live at Woodstock (Gypsy Sun and Rainbows), Live at the Fillmore East (Band of Gypsys), y Live at Berkeley (el grupo itinerante Cry of Love).  Más grabaciones en vivo con la experiencia aparecen en Winterland (2011 Billboard número 49 álbum) y Miami Pop Festival (2013 Billboard número 39 álbum).

## Reconocimiento e influencia
En marzo de 2005, la revista Q clasificó "Purple Haze" en el número uno en su lista de las "100 mejores pistas de guitarra nunca!" La canción colocada en el número dos en la lista "100 mejores canciones de guitarra de todos los tiempos" de la revista Rolling Stone, que señaló que la canción "reveló un nuevo lenguaje de guitarra cargado de hambre espiritual y la poesía posible en electricidad y tecnología de estudio". También apareció en el número 17 en la lista "500 Canciones Más Grandes de Todos los Tiempos" de la revista en 2004, con el comentario de que "no lanzó una sino dos revoluciones: la última, la sexta, psicodelia y el genio sin precedentes de Jimi Hendrix". Autor y crítico musical Dave Marsh lo llamó "el primer single del álbum Rock Era". En 1995, "Purple Haze" fue incluido como uno de los "500 canciones que formaron roca y rollo" del Rock and Roll Hall of Fame. NPR nombró la canción a su lista de las "100 obras musicales más importantes del siglo XX" en 2000.  En el año 2000 se le otorgó un Premio Grammy Hall of Fame, que "honra[s] grabaciones de importancia cualitativa o histórica duradera".
Muchos músicos han grabado sus interpretaciones de la canción, convirtiéndola en una de las canciones más cubiertas de Hendrix. Dion DiMucci incluyó una versión acústica con cuerdas en su álbum de regreso de 1968 Dion. Publicado como soltero en 1969, apareció en el número 63 en el Billboard Hot 100, que era dos posiciones superiores a la soltera de Hendrix en 1968.  También con un nuevo arreglo, el Cure lo registró para el artista Stone Free: A Tributo a Jimi Hendrix en 1993. Su interpretación alcanzó el número dos en el gráfico de rock alternativo Modern Rock Track de Billboard. "Purple Haze" ha logrado un nivel inusual de interés entre los músicos clásicos. El Meridian Arts Ensemble, el Hampton String Quartet y Nigel Kennedy han grabado sus interpretaciones y el Kronos Quartet a menudo lo juega como un núcleo.